# Чон, Сара
Сара Чон (род. 1988, Республика Корея) — американская журналистка, специалист в области информационного права, а также других связанных с технологиями сферах. С 2018 года входит в состав редколлегии Написала книгу о преследовании в интернете «The Internet of Garbage».

## Биография

### Ранняя жизнь
Родилась в 1988 году в Южной Корее. Около 1991 года родители Чон вместе с ней переехали в американский город Нью-Йорк. В США Чон окончила расположенную возле Лос-Анджелеса баптистскую школу. Позднее говоря об этом в интервью, Чон сказала, что избавиться от навязанных ей религиозных догм, например, научного креационизма, ей помог интернет, по её словам, «так я прочистила себе мозги».
Чон изучала философию в Калифорнийском университете Беркли, а также получила в Гарвардской школе права степень в области права, помимо этого она была редактором «Harvard Journal of Law & Gender». Во время обучения в колледже она получила грин-карту, в 2017 году стала гражданкой США.